# Burg Neuhausen (Königsberg)

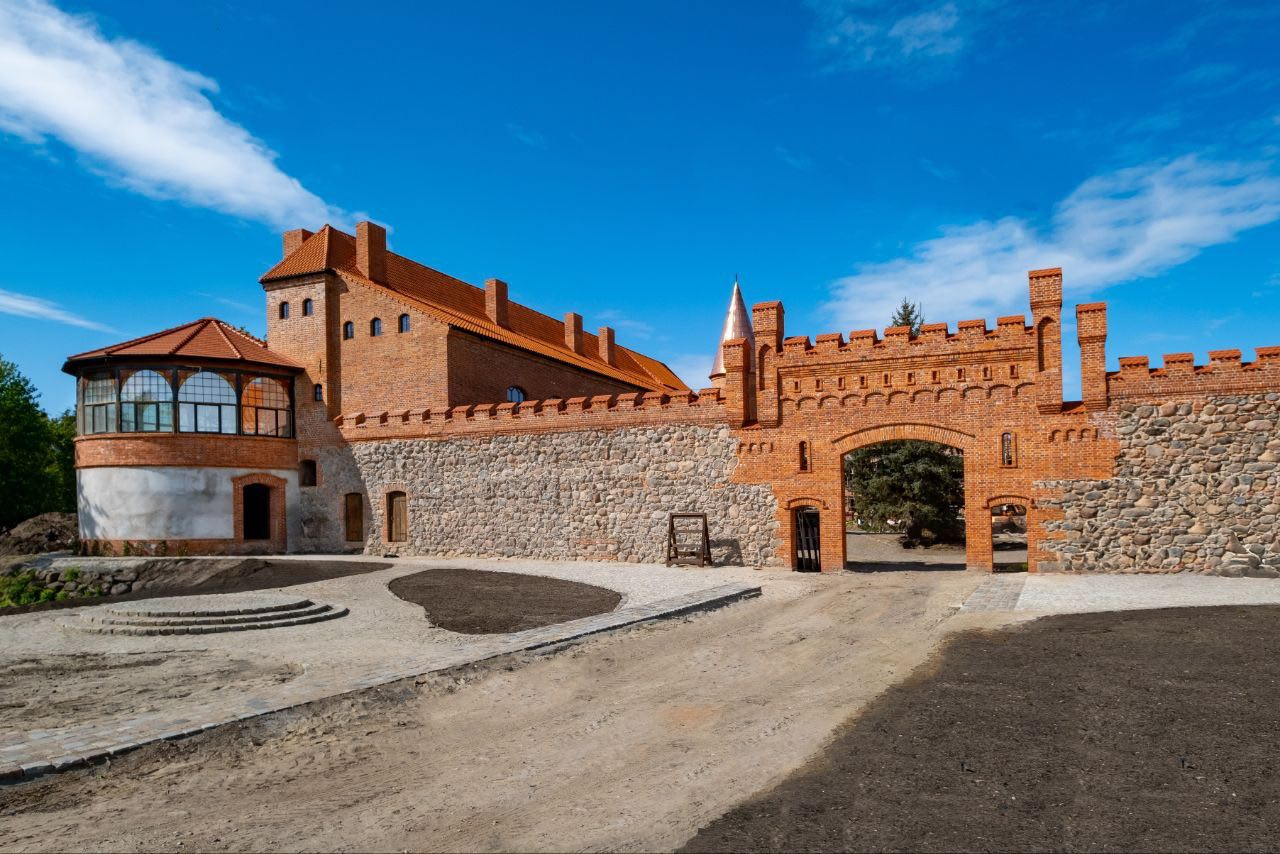
Burg Neuhausen

Burg Neuhausen ist eine Burg in Gurjewsk in Kaliningrad.

## Geschichte
Die Burg Neuhausen wurde 1292 im samländischen Domkapitel (Sitz in Königsberg) gebaut. Südlich des Schlosses am Ende des Mühlenteichs blieb die Hausmühle des Deutschen Ordens (der spätere Eichenkrug) in ihrem ursprünglichen Zustand erhalten. Turm und Seitengiebel der Kirche trugen Blenden und Staffelgiebel. Außerhalb der Burg entstand 1528 eine Lischke. Ein Schneider, ein Schuster und ein Schmied erhielten vom Hochmeister Albrecht zusammen eine Hufe Acker. Nach 1525 war das Schloss eine Zeitlang Sitz des Bischofs von Samland Georg von Polenz. Nachdem Albrecht lutherisch geworden war und den Ordensstaat in ein weltliches Herzogtum unter seiner Herrschaft umgewandelt hatte, verschrieb er im ersten Ehevertrag von 1550 die Burg seiner zweiten Frau Anna Maria von Braunschweig-Calenberg-Göttingen als Leibgedinge. Hier brachte sie 1553 den Sohn Albrecht Friedrich zur Welt, und hier starb sie am 15. März 1568. Den älteren Teil der Burg ließ Albrecht umbauen.
In einem reichen Jagdgebiet gelegen, war Burg Neuhausen der bevorzugte Aufenthaltsort des jagdliebenden Markgrafen Herzog Georg Wilhelm. 1770 wurde die Burg Sitz der Domänenverwaltung und des Justizamts. Für seine Verdienste in den Befreiungskriegen vergab Friedrich Wilhelm III. 1814 Schloss und Domäne zusammen mit Gut Grünhoff bei Cranz an General Friedrich Wilhelm Bülow von Dennewitz. Dessen Erben verkauften den Besitz. Die Burg gehörte ab 1842 zum Besitz der Familie Luckner und später zum Besitz der Familie Massow. Der Schlosspark und der Forst um die Kleinbahnstation Neuhausen-Tiergarten mit dem Etablissement Freiwald waren bis 1945 ein beliebtes Ausflugsziel der Königsberger.